# سهور
سهور (به انگلیسی: Sehore) یک منطقهٔ مسکونی در هند است که در بخش سهور واقع شده‌است. سهور ۱۰۹٬۱۱۸ نفر جمعیت دارد و ۵۰۲ متر بالاتر از سطح دریا واقع شده‌است.